# قلعه نصرت‌آباد
قلعه نصرت آباد مربوط به دورهٔ متاخر اسلامی (دورهٔ افشار تا دورهٔ قاجار)  است و در شهرستان عشق‌آباد، روستای نصرت آباد واقع شده و این اثر در تاریخ ۲۲ آبان ۱۳۸۶ با شمارهٔ ثبت ۱۹۸۹۱ به‌عنوان یکی از آثار ملی ایران به ثبت رسیده است.